# Agnès Fayolle de la Marcelle
Agnès François Fayolle de la Marcelle (né le 17 juin 1746 à Paris et mort le 18 juillet 1832 à Tonnerre, dans l'Yonne) est un homme politique français. 

## Biographie
Agnès Fayolle de la Marcelle est élu député de l'Yonne à l'Assemblée législative le 2 septembre 1791. Il y siège jusqu'au 20 septembre 1792. Il siège dans la majorité et est ensuite receveur de l'enregistrement à Tonnerre. 